# Sipe Sipe (plaats)
Sipe Sipe (Quechua: Sipi Sipi) is een kleine stad in het departement Cochabamba, Bolivia. De plaats is gelegen in de gelijknamige gemeente, in de Quillacollo provincie. Bij de census van 2012 was Sipe Sipe de 48ste stad van Bolivia.

## Bevolking
| Jaar | Populatie |
| ---- | --------- |
| 1992 | 2.033     |
| 2001 | 3.134     |
| 2012 | 11.826    |